# Каші-Мару (загороджувач)
Каші-Мару (Kashi Maru) — допоміжне судно, яке під час Другої світової війни взяло участь у операціях японських збройних сил в архіпелазі Бісмарка.
Каші-Мару спорудили у 1941 році на верфі Sanoyasu Dock на замовлення компанії Setsuyo Shosen.
10 грудня 1941-го судно реквізували для потреб Імперського флоту Японії та переобладнали в сітьовий загороджувач.
Станом на лютий 1944-го Каші-Мару перебувало в архіпелазі Бісмарка, звідки попередні два роки японські війська провадили операції на Соломонових островах та сході Нової Гвінеї (втім, на цей час можливості японського угруповання в архіпелазі стрімко деградували і вже в березні воно опиниться в повній блокаді). 17 лютого Каші-Мару загинуло внаслідок нальоту літаків ВПС США біля північно-західного узбережжя острова Новий Ганновер.